# Felix Roth
Felix Roth (Offenburg, 13 novembre 1987) è un ex calciatore tedesco, di ruolo centrocampista.

## Palmarès

### Club

#### Competizioni nazionali
- Campionato tedesco di seconda divisione: 1

Friburgo: 2008-2009